# Лидзбарк
Лидзбарк (пољ. Lidzbark) град је у Пољској у Војводству варминско-мазурском. По подацима из 2012. године број становника у месту је био 8228.

## Становништво
| 2012. |
| ----- |
| 8.228 |